# Wolf-Dieter Firnhaber
Wolf-Dieter Firnhaber (* 19. April 1934 in Feldberg (Mecklenburg); † 22. Februar 1981) war ein hessischer Politiker (CDU) und Abgeordneter des Hessischen Landtags.

## Ausbildung und Beruf
Wolf-Dieter Firnhaber machte nach dem Abitur an der Wirtschaftsoberschule in Wiesbaden 1955 eine kaufmännische Lehre und studierte danach Wirtschaftswissenschaften.
Seit 1968 arbeitete er als Geschäftsführer beim evangelischen Dekanatsverband Wiesbaden. Zugleich war er ehrenamtlich in der Heliand-Pfadfinderschaft tätig und gehörte bis zu seinem Tode der Heliand Bruderschaft an.

## Politik
Wolf-Dieter Firnhaber war seit 1964 Mitglied der CDU und dort in verschiedenen Vorstandsämtern aktiv.
Vom 5. Dezember 1972 bis zu seinem Tod 1981 war er Mitglied des Hessischen Landtags.

## Mister Zehn-Prozent
Wolf-Dieter Firnhaber war seit 1949 in der evangelischen Kirche engagiert. Seit 1969 organisierte er die Aktion „Mister Zehn-Prozent“ und erreichte damit bundesweite Aufmerksamkeit. Ein unbekannter Mäzen bot an, 10 % seines Einkommen (entsprechend dem biblischen Zehnten) für soziale Belange zu stiften, wenn sich mindestens zehn andere finden, die ebenfalls 10 % ihres Einkommens stiften. Auch dank der Öffentlichkeitsarbeit von Firnhaber gelang dies stets.